# Automotrice FNM Md. 500
L'automotrice Md. 500 è stata un rotabile monodirezionale a due assi e trazione diesel delle Ferrovie Nord Milano, costruito dalla OM di Milano in un unico esemplare numerato inizialmente Md. 1/2-2, e successivamente Md. 500.01; era letteralmente un autobus su rotaia.
L'automotrice venne costruita agli inizi degli anni trenta in seguito ad un progetto delle stesse FNM volto ad assicurare un servizio più veloce ma al contempo più economico per il trasporto di viaggiatori soprattutto turistico. L'intenzione era similare a quella di tante altre società ferroviarie italiane ed estere che, nel periodo, sperimentarono soluzioni analoghe come le automotrici T2 Laviosa, le Fiat ALb 25, o la francese Micheline. Un primo viaggio prova venne organizzato nel mese di settembre del 1933 dalle stesse FNM in occasione del giro, della commissione esaminatrice, delle stazioni tra Saronno, Varese e Como, partecipanti al concorso per le stazioni fiorite. Nonostante le aspettative il rotabile non si dimostrò una soluzione proficua e dopo alcuni anni le due unità vennero tolte dal servizio attivo e accantonate.
La struttura del rotabile era del tutto analoga a quella di un Torpedone dell'epoca, cioè un vero e proprio autobus di cui conservava tutte le caratteristiche strutturali e meccaniche.
Alcuni anni dopo, la OM realizzò un ulteriore modello di autobus su rotaia, la Md. 1/2 10, che ebbe un maggiore successo.